# Abel Lafleur
Pour les articles homonymes, voir Lafleur.
Joseph Abel Lafleur, né le 4 novembre 1875 à Rodez et mort le 27 janvier 1953 à Boulogne-Billancourt, est un sculpteur et médailleur français.

## Biographie

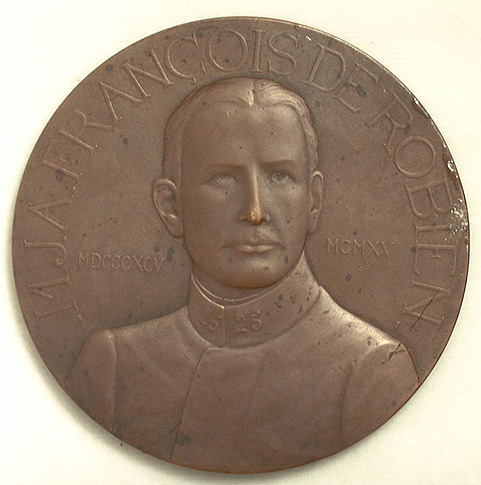
Médaille d'Abel Lafleur représentant François de Robien.

Abel Lafleur est élève de l'École des beaux-arts de Paris dans les ateliers de Jules-Clément Chaplain et d'Hubert Ponscarme. Il se spécialise dans la sculpture de nus féminins et réalise des médailles dans ce domaine.
À partir de 1901, Lafleur expose au Salon des artistes français et au Salon des indépendants de 1902 à 1905, au Salon d'automne de 1903 à 1908, au Salon des artistes décorateurs en 1909, à la Société coloniale des artistes français en 1913, au Salon d'hiver en 1936, 1943, au Salon du Havre en 1905, au Salon de Rouen en 1909, au New York Medallic Exhibition 1910, au Salon de Lyon en 1910 et 1911.
Abel Lafleur réalise des bas-relief et des médailles dans le style Art nouveau et Art déco.
Il est l'auteur du premier trophée de la FIFA, dit Trophée Jules Rimet, une coupe en argent plaqué d'or de 35 cm de hauteur. Ce trophée est volé en 1983 à Rio de Janeiro.

## Distinctions
- Chevalier de la Légion d'honneur (1920).
- Prix Cabrol (1920).
- Prix Malvina-Brach (1934).

## Œuvres dans les collections publiques
- Dijon, musée des beaux-arts : Femme lisant, plaquette en bronze.
- Paris, Banque de France : Monument aux morts, 1924[6].
- Paris, Cimetière du Père Lachaise, 19e Division : médaillon en bronze de Paul Musérus sur sa tombe, signé.
- Paris, musée d'Orsay : Magdeleine Dayot, plaque en bronze, non exposée.
- Villefranche-de-Rouergue, mairie : Portrait de l'avocat Joseph Hild, bas-relief en bronze doré[7].